# Çiçekyazı, Kavak
Çiçekyazı là một xã thuộc huyện Kavak, tỉnh Samsun, Thổ Nhĩ Kỳ. Dân số thời điểm năm 2010 là 82 người.